# Rhaba fasciata
Rhaba fasciata är en insektsart som beskrevs av William Lucas Distant 1906. Rhaba fasciata ingår i släktet Rhaba och familjen Dictyopharidae. Inga underarter finns listade i Catalogue of Life.